# W jego oczach

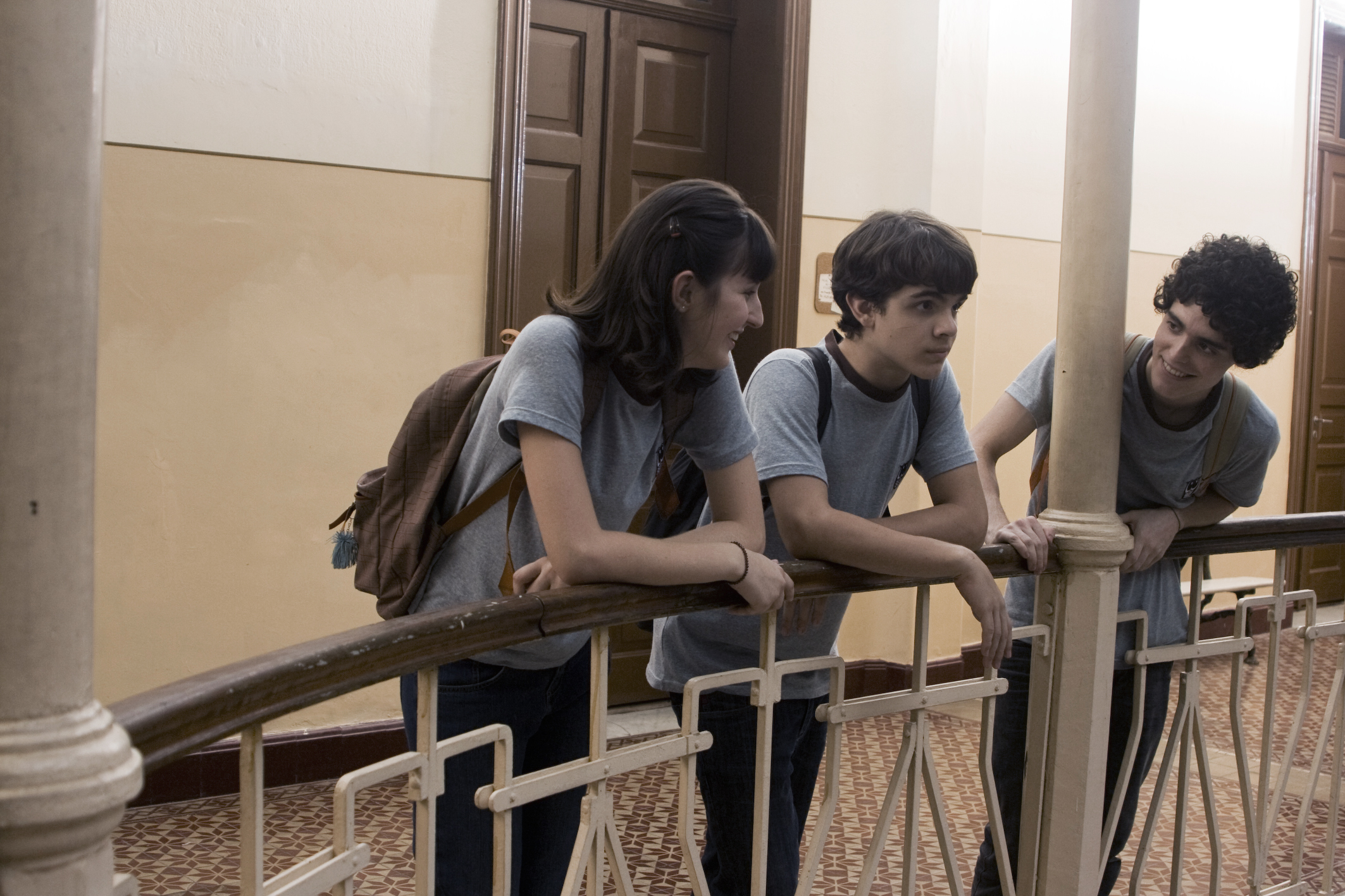
Kadr z krótkometrażowego filmu z 2010 roku, na kanwie którego oparto projekt W jego oczach.

W jego oczach (tytuł oryg. Hoje Eu Quero Voltar Sozinho; tytuł międzynar. The Way He Looks) − brazylijski film fabularny z 2014 roku, napisany i wyreżyserowany przez Daniela Ribeiro, oparty na krótkim metrażu z 2010. Opowiada historię pierwszej miłości niewidomego nastolatka, zakochanego w szkolnym koledze. Zdjęcia kręcono w São Paulo.
Światowa premiera filmu odbyła się 10 lutego 2014 w trakcie 64. Międzynarodowego Festiwalu Filmowego w Berlinie. W Polsce obraz po raz pierwszy zaprezentowany został 7 sierpnia 2014, podczas Two Riversides Film and Art Festival w Kazimierzu Dolnym. 29 sierpnia 2014 roku odbyła się komercyjna polska premiera projektu. 
W jego oczach zebrał pozytywne recenzje krytyków oraz został wyróżniony nagrodami filmowymi, między innymi w Berlinie. W 2015 film stał się oficjalnym brazylijskim kandydatem do rywalizacji o 87. rozdanie Oscara w kategorii filmu nieanglojęzycznego.

## Obsada
- Ghilherme Lobo − Leonardo
- Fabio Audi − Gabriel
- Tess Amorim − Giovana
- Victor Filgueiras − Guilherme
- Eucir de Souza − Carlos
- Isabela Guasco − Karina
- Selma Egrei − Maria
- Lúcia Romano − Laura

## Nagrody i wyróżnienia
- 2014, Międzynarodowy Festiwal Filmowy w Berlinie:
  - nagroda FIPRESCI w kategorii Panorama (wyróżniony: Daniel Ribeiro)[4]
  - nagroda Teddy w kategorii najlepszy film fabularny (Daniel Ribeiro)[4]
- 2014, Guadalajara Mexican Film Festival:
  - Nagroda Widowni w kategorii najlepszy film iberoamerykański (Daniel Ribeiro, studio Lacuna Filmes)[4]
- 2014, L.A. Outfest:
  - Nagroda Widowni w kategorii wybitny narracyjny film fabularny (Daniel Ribeiro, studio Lacuna Filmes)[4]
- 2014, San Francisco International Lesbian & Gay Film Festival:
  - Nagroda Widowni w kategorii najlepszy film fabularny (Daniel Ribeiro, studio Lacuna Filmes)[4]
- 2014, Torino International Gay & Lesbian Film Festival:
  - Nagroda Widowni w kategorii najlepszy film fabularny (Daniel Ribeiro, studio Lacuna Filmes)[4]